# Chase (Columbia Británica)
Chase es un pueblo canadiense situado en la provincia de Columbia Británica.

## Superficie
Chase tiene una superficie de 3,75 km².

## Demografía
En 2021, tenía 2399 habitantes, una densidad poblacional de 639,3 hab./km², y 1249 viviendas.